# Saison 2008 de l'équipe cycliste High Road Women
Vous lisez un « bon article » labellisé en 2015.
La saison 2008 de l'équipe cycliste High Road Women devenue en cours de saison Columbia Women est la première de la structure professionnelle de cyclisme sur route féminin sous ce nom. L'organisation de la formation et ses coureurs sont cependant identiques à celles de l'équipe T-Mobile qui existait depuis 2002. L'entreprise T-Mobile décide de mettre fin à son parrainage à la suite des nombreuses affaires de dopage liées à la formation masculine. Bob Stapleton, le directeur de l'équipe, décide de poursuivre le fonctionnement des équipes masculine et féminine sans partenaire principal, l'indemnité de rupture de contrat de l'ancien sponsor étant conséquente. En juin, l'équipementier sportif Columbia Sportswear Company signe un contrat de partenariat pour la période de juillet 2008 à fin 2010.
La saison 2008 est particulièrement prolifique : l'équipe gagne cinquante fois sur les courses UCI dont la Route de France, quatre manches de Coupe du monde dont le Tour des Flandres ce qui offre la victoire à Judith Arndt ainsi qu'à l'équipe dans cette compétition. L'année se termine à la première place du classement UCI par équipe. Au niveau individuel, Judith Arndt termine deuxième et Ina-Yoko Teutenberg troisième de ce classement.

## Préparation de la saison

### Partenaires et financement de l'équipe

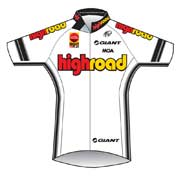
Maillot de l'équipe High Road

En novembre 2007, T-mobile annonce qu'elle arrête le parrainage de l'équipe cycliste à la suite des affaires de dopages. Elle indemnise cependant l'équipe pour cette rupture de contrat, et cette dernière a assez d'argent pour poursuivre deux ans.
Bob Stapleton décide donc de maintenir l'équipe qui prend pavillon américain et le nom de la structure : High Road. Son siège est déménagé de Bonn en Allemagne à San Luis Obispo en Californie. Il met en place un système très strict de lutte contre le dopage,.
En juin, Bob Stapleton annonce que l'équipe a signé un contrat de parrainage avec Columbia Sportswear Company. L'équipe porte le nom de Columbia à partir du Tour de France masculin.

### Arrivées et départs
Après deux années avec beaucoup de changements, l'équipe trouve une certaine stabilité en 2008. Trois coureuses rejoignent l'équipe, dont deux de l'équipe Flexpoint : la championne d'Allemagne Luise Keller et Madeleine Sandig. La championne des États-Unis Mara Abbott, qui sort d'une première saison exceptionnelle, signe également en provenance de l'équipe Webcor Builders,,.
Un seul départ est à enregistrer : celui de Suzanne de Goede qui rejoint l'équipe Nürnberger Versicherung. Elle y réalise d'ailleurs une excellente saison en terminant à la seconde place de la Coupe du monde.
| Arrivée          | Équipe 2007     |
| ---------------- | --------------- |
| Mara Abbott      | Webcor Builders |
| Luise Keller     | Flexpoint       |
| Madeleine Sandig | Flexpoint       |

| Départ           | Équipe 2008             |
| ---------------- | ----------------------- |
| Suzanne de Goede | Nürnberger Versicherung |

## Coureurs et encadrement technique

### Effectif
| Coureur             | Date de naissance | Nationalité | Équipe 2007 |
| ------------------- | ----------------- | ----------- | ----------- |
| Mara Abbott         | 14 novembre 1985  | États-Unis  | Webcor      |
| Kimberly Anderson   | 28 janvier 1968   | États-Unis  | T-Mobile    |
| Judith Arndt        | 23 juillet 1976   | Allemagne   | T-Mobile    |
| Katherine Bates     | 18 mai 1982       | Australie   | T-Mobile    |
| Chantal Beltman     | 25 août 1976      | Pays-Bas    | T-Mobile    |
| Emilia Fahlin       | 24 octobre 1988   | Suède       | T-Mobile    |
| Luise Keller        | 8 mars 1984       | Allemagne   | Flexpoint   |
| Alexis Rhodes       | 1er décembre 1984 | Australie   | T-Mobile    |
| Madeleine Sandig    | 12 août 1983      | Allemagne   | Flexpoint   |
| Ina-Yoko Teutenberg | 28 octobre 1974   | Allemagne   | T-Mobile    |
| Linda Villumsen     | 9 avril 1985      | Danemark    | T-Mobile    |
| Anke Wichmann       | 28 août 1975      | Allemagne   | T-Mobile    |
| Oenone Wood         | 24 septembre 1980 | Australie   | T-Mobile    |

### Encadrement
Ronny Lauke devient directeur sportif de l'équipe à la place d'Anna Wilson. Comme les années précédentes, le directeur de l'équipe, féminine et masculine, est Bob Stapleton. L'entraîneuse et responsable média est Petra Rossner. Le soigneur est Arkadiusz Wojtas.

## Déroulement de la saison

### Janvier-février: début de saison

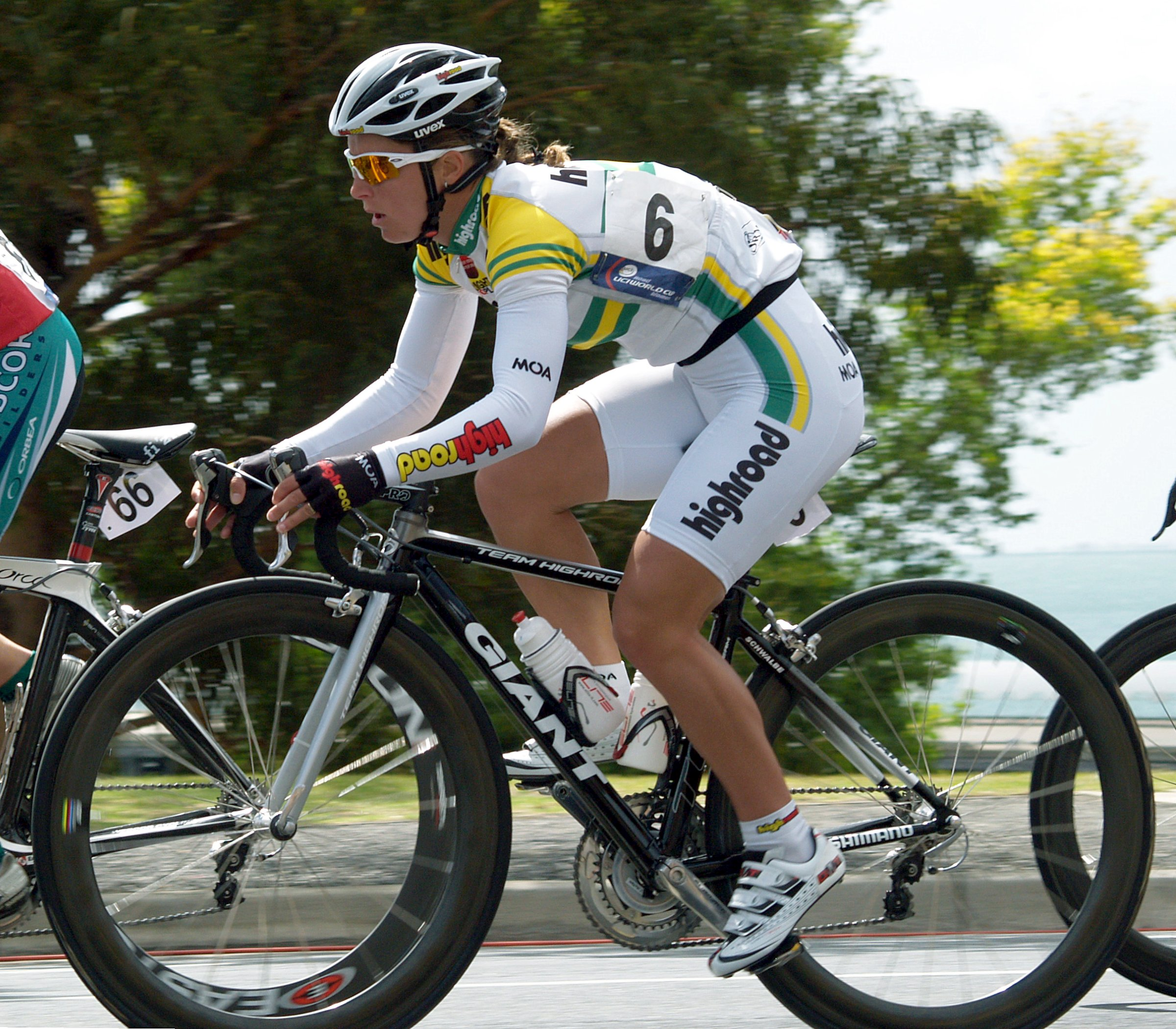
Oenone Wood avec son maillot de championne d'Australie durant la Geelong World Cup

En janvier, Alexis Rhodes gagne la première étape du Jayco Bay Cycling Classic. Oenone Wood s'impose sur le championnat d'Australie sur route devant Sharon Laws avec laquelle elle est détachée,.
La saison de l'équipe débute par le Geelong Tour. Ina-Yoko Teutenberg est troisième du contre-la-montre inaugural. Oenone Wood lève les bras lors de la première épreuve devant l'Allemande. Cette dernière est la plus rapide sur la dernière étape, ce qui lui permet d'être deuxième au classement général final, tandis qu'Oenone Wood se classe quatrième, Sur l'épreuve de coupe du monde éponyme, malgré le travail de l'équipe, le peloton ne revient pas sur l'échappée constituée de Katheryn Mattis et Emma Rickards. Ina-Yoko Teutenberg gagne le sprint et finit troisième. Le Tour de Nouvelle-Zélande se dispute directement après. Sur la première étape, Oenone Wood prend la deuxième place. Elle s'impose ensuite sur la deuxième étape avant de terminer troisième lors de l'étape suivante. Elle remporte la quatrième étape. Sur le contre-la-montre de la cinquième étape, elle est troisième à douze secondes de Kristin Armstrong qui mène l'épreuve. Sur l'ultime étape, c'est Ina-Yoko Teutenberg qui gagne. Au classement général final, Oenone Wood est deuxième, Judith Arndt quatrième.

### Mars-avril: classiques
Au Trofeo Alfredo Binda-Comune di Cittiglio, l'équipe, présumée forte, ne parvient pas à organiser la chasse derrière Emma Pooley qui s'impose en solitaire. Oenone Wood termine cinquième. Fin mars, Mara Abbott remporte le contre-la-montre en côte de la première étape de San Dimas Stage Race avec quarante six secondes d'avance sur sa poursuivante. Quelques jours plus tard, elle gagne le prologue du Redlands Bicycle Classic, Kim Anderson est troisième. Emilia Fahlin gagne la troisième étape au sprint. Dans la dernière étape, Alexandra Wrubleski gagne et prend du même coup la victoire finale. Kim Anderson est troisième de l'étape. Mara Abbott finit deuxième du classement général, Kim Anderson quatrième.
En avril, lors du Tour des Flandres, l'équipe se montre très forte collectivement et est au grand complet dans le groupe de quinze coureuses qui se détachent à mi-course. Dans le mur de Grammont, Judith Arndt et Oenone Wood partent avec trois autres coureuses. Dans la Bosberg, Judith Arndt est la seule à suivre l'attaque de Kristin Armstrong, qu'elle bat au sprint. Oenone Wood prend également la quatrième place. Quatre jours plus tard, Ina-Yoko Teutenberg s'impose au sprint au Drentse 8 van Dwingeloo. Sur le Tour de Drenthe, Chantal Beltmann part dans une échappée lointaine avec Sarah Düster et Elodie Touffet. Quand à cinq kilomètres de l'arrivée le peloton revient à vingt secondes, la première place une accélération décisive. Ina-Yoko Teutenberg prend la troisième place devancée par Marianne Vos au sprint. À la Flèche wallonne, Judith Arndt attaque au début de la montée du mur de Huy, mais est reprise par Marianne Vos qui la passe, tout comme Marta Bastianelli. L'Allemande se classe donc troisième. À la fin du mois, Ina-Yoko Teutenberg est deuxième du circuit de Borsele, battue par Kirsten Wild.

### Mai: Tour de l'Aude
Au Gracia Orlova, Mara Abbott prend la troisième place de la première étape. Luise Keller est deuxième de l'étape suivante. Ina-Yoko Teutenberg termine deuxième de la troisième étape contre-la-montre avant de s'imposer sur la quatrième étape devant Adrie Visser, les deux coureuses ayant une minute d'avance sur la troisième. Emilia Fahlin est troisième de la dernière étape. Au classement final, Luise Keller monte sur la deuxième place du podium. Au même moment sur le Tour de Berne, Judith Arndt remporte le sprint du groupe de poursuite derrière Susanne Ljungskog. Elle prend du même coup la tête du classement de la coupe du monde à sa grande surprise. Chantal Beltman est quatrième de l'épreuve.
Le premier grand tour de la saison : le Tour de l'Aude cycliste féminin, s'élance mi-mai. Judith Arndt finit quatrième de la première étape après avoir suivie l'attaque de Susanne Ljungskog dans la pente à deux kilomètres de la ligne. L'équipe est deuxième du contre-la-montre par équipe de la deuxième étape derrière l'équipe nationale néerlandaise. Cela permet toutefois à Judith Arndt de prendre la tête du classement général. Sur l'étape reine, elle perd cependant plus de quatre minutes à Susanne Ljungskog et son maillot par la même occasion. Le lendemain, Ina-Yoko Teutenberg s'échappe au passage du second col seule, puis peu après avec Charlotte Becker. L'écart avec le peloton se réduit et n'est plus que de dix secondes à la flamme rouge. Les deux Allemandes conservent toutefois leur avance et Ina-Yoko Teutenberg s'impose. Judith Arndt devient également leader du classement de la montagne. Ina-Yoko Teutenberg récidive au sprint lors de la huitième étape. Elle prend également la tête du classement par points. Judith Arndt remporte la dernière étape du tour, courue sous la pluie, en gagnant le sprint d'une échappée royale avec les quatre premières du classement général. Judith Arndt est finalement deuxième du classement général et gagne le classement de la montagne. Roony Lauke se montre satisfait du bilan sur ce tour,.

### Juin: Montréal et championnats nationaux
Le dernier jour de mai, la Coupe du Monde Cycliste Féminine de Montréal permet à l'équipe de se mettre en avant. Ina-Yoko Teutenberg attaque dans le troisième tour en solitaire et parvient à rester à distance du peloton pendant cinq tours. Après le regroupement, Judith Arndt part avec quatre autres coureuses en échappée. Dans la dernière ascension, elle distance les autres concurrentes à l'exception de Fabiana Luperini qu'elle bat au sprint. Le Tour du Grand Montréal s'élance directement après. Sur la première étape Oenone Wood est deuxième du sprint. Sur l'étape suivante, Judith Arndt part avec trois autres concurrentes en échappée puis fait le kilomètre pour s'imposer. La troisième étape est un court contre-la-montre, remportée également par Judith Arndt qui prend en même temps la tête du classement général. Sur la quatrième étape, Oenone Wood est de nouveau deuxième du sprint final, Arndt perd son maillot de leader au profit de Suzanne De Goede. Sur l'ultime étape, Arndt accélère dans la dernière difficulté et parvient à distancer de Goede, elle lève les bras par la même occasion. Elle remporte donc le tour ainsi que trois étapes. Toujours en Amérique du Nord, Chantal Beltman gagne la Liberty Classic en solitaire en attaquant dans le Lemon hill à trois kilomètres du but. Ina-Yoko Teutenberg prend la troisième place.
Le Ster Zeeuwsche Eilanden permet à Ina-Yoko Teutenberg de faire parler sa pointe de vitesse sur la deuxième et troisième étape. Grâce aux bonifications, elle remporte par la même occasion le classement général. Sur le Tour du Trentin, Judith Arndt termine respectivement quatrième, sixième et deuxième des trois étapes, tandis que Mara Abbott finit deuxième de la deuxième étape. Cette dernière finit deuxième du classement général, Judith Arndt troisième.
Sur les championnats nationaux, Luise Keller défend avec succès son titre sur l'épreuve en ligne allemande. Emilia Fahlin gagne le titre sur route en Suède. Sur un parcours difficile, elle prend la bonne échappée avec Emma Johansson et Susanne Ljungskog. Elle se fait distancer dans les deux ascensions, mais parvient à recoller sur le plat. À deux kilomètres de l'arrivée, elle place une attaque décisive et profite de la mésentente des deux autres concurrentes. Sur l'épreuve contre-la-montre allemande Judith Arndt est battue par Hanka Kupfernagel. Au Danemark, Linda Villumsen remporte l'épreuve contre-la-montre avec plus de deux minutes d'avance sur le seconde et l'épreuve en ligne.

### Juillet: Tour d'Italie et Tour de Thuringe
Le Tour d'Italie s'élance le 5 juillet avec un prologue. Ina-Yoko Teutenberg s'impose le lendemain au sprint et s'empare du maillot de leader. Elle gagne également les deux étapes suivantes,. La quatrième étape est très sélective et fait perdre du temps aux membres de l'équipe. Sur le contre-la-montre de la cinquième étape, Linda Villumsen se classe quatrième. Sur la dernière étape, Ina-Yoko Teutenberg s'impose une nouvelle fois. Au classement général final, Arndt est la première de l'équipe à la dixième place,.
Mara Abbott s'impose au même moment sur la première étape du Tour de Feminin - Krásná Lípa. Le Tour de Thuringe fait figure en 2008 d'ultime préparation pour les jeux olympiques. Sur la troisième étape Judith Arndt est sixième et pointe à la troisième place du classement général. Le lendemain, elle s'échappe avec Trixi Worrack et Grete Treier pour revenir puis dépassée une autre échappée. Elle prend la deuxième place du sprint à trois derrière Grete Treier qui la devance également au classement général. Le contre-la-montre de la cinquième étape, où Judith Arndt est troisième, lui permet de prendre la tête du classement général. Sur la dernière étape, Trixi Worrack joue son va-tout pour gagner le classement général et bat au sprint Judith Arndt. Cela ne suffit cependant pas à la détrôner, Judith Arndt remporte donc le Tour de Thuringe pour la deuxième année consécutive.
L'Open de Suède Vårgårda a lieu dans les derniers jours de juillet. Sur l'épreuve en ligne, Kim Anderson part en échappée avec cinq autres coureuses à quatre tours de l'arrivée sur douze. À deux tours de l'arrivée, elle s'extrait du groupe avec Kori Seehafer qui la bat au sprint. Sur l'épreuve contre-la-montre par équipe, l'équipe Columbia est deuxième derrière l'équipe Cervélo Lifeforce,.

### Août: Jeux olympiques et Route de France
Aux Jeux olympiques, Linda Villumsen, Oenone Wood et Judith Arndt sont sélectionnées par leurs pays respectifs pour le contre-la-montre. Pour la course en ligne, s'ajoutent Katherine Bates et Chantal Beltman. Sur la course en ligne, à treize kilomètres de l'arrivée, Linda Villumsen suit l'attaque de Tatiana Guderzo et se trouve ainsi dans le groupe de tête avec Nicole Cooke, Christiane Soeder et Emma Johansson. À l'arrivée, elle termine cinquième. Sur le contre-la-montre, Judith Arndt est à la sixième place sous les couleurs allemandes. Villumsen est treizième.
À la même période se dispute la Route de France. Le prologue est remporté par Ina-Yoko Teutenberg. Elle récidive le lendemain dans le sprint massif. Dans la deuxième étape, un groupe de vingt-et-une coureuses prend plus de cinq minutes d'avance sur le second peloton. Dans le final, Anke Wichmann et Martina Corazza partent en échappée. Cette dernière bat Wichmann au sprint. La troisième étape est l'étape reine. Luise Keller place une attaque dans la deuxième ascension de la journée et rejoint l'échappée matinale. Elle attaque une nouvelle fois à quatre kilomètres du but pour s'imposer et prendre la tête du classement général. La cinquième étape voit Ina-Yoko Teutenberg devancer Kim Anderson dans le sprint du groupe de dix échappées. Luise Keller gagne l'étape contre-la-montre et conforte ainsi sa position de première au classement général. La dernière étape ne change pas le classement, Kim Anderson est par ailleurs septième.
Au Grand Prix de Plouay, la formation adopte une stratégie offensive : Kimberly Anderson et Chantal Beltman attaquant en début de course suivies par Anke Wichmann peu après. Dans le quatrième tour, Luise Keller s'échappe avec Fabiana Luperini. Dans la dernière ascension, Luise Keller tente bien de distancer l'Italienne mais sans succès. L'Allemande lance le sprint, mais l'Italienne la remonte et s'impose. Judith Arndt est quatrième,.

### Septembre: Profile Ladies Tour et Championnats du monde
Au Profile Ladies Tour, la première étape se termine au sprint et Ina-Yoko Teutenberg est la plus rapide. La deuxième étape est un contre-la-montre où Judith Arndt finit troisième. Dans la troisième étape, Anke Wichmann part avec cinq autres coureuses en échappée. À dix kilomètres de l'arrivée, elle place une attaque et est suivie par Sarah Düster qu'elle bat au sprint. Ina-Yoko Teutenberg gagne la quatrième étape dans l'emballage final sous la pluie. Sur la dernière étape, très vallonnée, après qu'Anke Wichmann soit partie en éclaireuse, Ina-Yoko Teutenberg part à la mi-course en échappée avec Marianne Vos, Irene van den Broek, Trixi Worrack et Regina Bruins. Cette échappée est cependant reprise dans l'avant dernier tour. Ina-Yoko Teutenberg repart alors seule et creuse rapidement l'écart. Elle s'impose en haut du Geulhemmerberg talonnée par Marianne Vos. Au classement général, elle est deuxième derrière Charlotte Becker.
Le 14 septembre, sur le Tour de Nuremberg, Judith Arndt attaque à quatorze kilomètres de l'arrivée alors qu'elle se trouve dans un groupe de dix-huit coureuses. Elle remporte la course en solitaire. Sur le Tour de Toscane féminin-Mémorial Michela Fanini, l'équipe remporte le contre-la-montre par équipe. Judith Arndt est troisième de la deuxième étape et prend le maillot de leader. Ina-Yoko Teutenberg s'adjuge la deuxième étape secteur b. Mara Abbott gagne la troisième étape. Le lendemain, Ina-Yoko Teutenberg s'impose de nouveau. Judith Arndt gagne la cinquième étape. Finalement, elle inscrit son nom au palmarès, l'équipe gagne cinq des sept étapes.
Aux championnats du monde, Judith Arndt, Linda Villumsen et Alexis Rhodes sont sur la liste de départ du contre-la-montre. Judith Arndt y prend la médaille de bronze. Elle se dit satisfaite de sa place, sa préparation ayant été plus axée sur l'épreuve en ligne que contre-la-montre. Sur l'épreuve en ligne, Chantal Beltman, Luise Keller, Emilia Fahlin et Oenone Wood prennent également le départ. Judith Arndt fait partie du groupe de cinq coureuses qui se détache dans le final. Elle termine troisième du sprint. Chantal Beltman est douzième,,.

## Bilan de la saison
Chacune des coureuses de l'équipe a gagné au moins une course. Ina-Yoko Teutenberg en remporte à elle seule vingt-quatre. Judith Arndt réalise une saison extraordinaire en gagnant la coupe du monde et en terminant deuxième du classement UCI à seulement quelques points de Marianne Vos.
La formation remporte au total soixante-huit victoires,, dont cinquante UCI sur route ce qui la place loin devant la DSB Bank qui en compte vingt-huit dans cette dernière catégorie.
Alfred North désigne en mars l'équipe « team du mois ». Anderson déclare l'année suivante qu'en 2008 : « tout le monde a eu une bonne saison ». Le magazine Velonews désigne la High Road équipe cycliste féminine de l'année.

### Victoires
| Date         | Course                                                       | Pays               | Cat. | Vainqueur           |
| ------------ | ------------------------------------------------------------ | ------------------ | ---- | ------------------- |
| 12 janvier   | Championnat d'Australie sur route                            | Australie          | CN   | Oenone Wood         |
| 21 février   | 2e étape du Geelong Tour                                     | Australie          | 2.2  | Oenone Wood         |
| 22 février   | 3e étape du Geelong Tour                                     | Australie          | 2.2  | Ina-Yoko Teutenberg |
| 28 février   | 2e étape du Tour de Nouvelle-Zélande                         | Nouvelle-Zélande   | 2.2  | Oenone Wood         |
| 28 février   | 2e étape du Tour de Nouvelle-Zélande                         | Nouvelle-Zélande   | 2.2  | Oenone Wood         |
| 1er mars     | 4e étape du Tour de Nouvelle-Zélande                         | Nouvelle-Zélande   | 2.2  | Oenone Wood         |
| 2 mars       | 6e étape du Tour de Nouvelle-Zélande                         | Nouvelle-Zélande   | 2.2  | Ina-Yoko Teutenberg |
| 6 avril      | Tour des Flandres                                            | Belgique           | CDM  | Judith Arndt        |
| 10 avril     | Drentse 8 van Dwingeloo                                      | Pays-Bas           | 1.1  | Ina-Yoko Teutenberg |
| 12 avril     | Tour de Drenthe                                              | Pays-Bas           | CDM  | Chantal Beltman     |
| 3 mai        | 4e étape de Gracia Orlova                                    | République tchèque | 2.2  | Ina-Yoko Teutenberg |
| 21 mai       | 5e étape du Tour de l'Aude cycliste féminin                  | France             | 2.1  | Ina-Yoko Teutenberg |
| 24 mai       | 8e étape du Tour de l'Aude cycliste féminin                  | France             | 2.1  | Ina-Yoko Teutenberg |
| 25 mai       | 9e étape du Tour de l'Aude cycliste féminin                  | France             | 2.1  | Judith Arndt        |
| 31 mai       | La Coupe du Monde Cycliste Féminine de Montréal              | Canada             | CDM  | Judith Arndt        |
| 3 juin       | 2e étape du Tour du Grand Montréal                           | Canada             | 2.1  | Judith Arndt        |
| 4 juin       | 3e étape du Tour du Grand Montréal                           | Canada             | 2.1  | Judith Arndt        |
| 5 juin       | 5e étape du Tour du Grand Montréal                           | Canada             | 2.1  | Judith Arndt        |
| 5 juin       | Tour du Grand Montréal                                       | Canada             | 2.1  | Judith Arndt        |
| 8 juin       | Liberty Classic                                              | États-Unis         | 1.1  | Chantal Beltman     |
| 20 juin      | 2e étape du Ster Zeeuwsche Eilanden                          | Pays-Bas           | 2.2  | Ina-Yoko Teutenberg |
| 21 juin      | 3e étape du Ster Zeeuwsche Eilanden                          | Pays-Bas           | 2.2  | Ina-Yoko Teutenberg |
| 21 juin      | Ster Zeeuwsche Eilanden                                      | Pays-Bas           | 2.2  | Ina-Yoko Teutenberg |
| 26 juin      | Championnat du Danemark du contre-la-montre                  | Danemark           | CN   | Linda Villumsen     |
| 28 juin      | Championnat du Danemark sur route                            | Danemark           | CN   | Linda Villumsen     |
| 28 juin      | Championnat de Suède sur route                               | Suède              | CN   | Emilia Fahlin       |
| 29 juin      | Championnat d'Allemagne sur route                            | Allemagne          | CN   | Luise Keller        |
| 5 juillet    | 1re étape du Tour d'Italie féminin                           | Italie             | 2.1  | Ina-Yoko Teutenberg |
| 6 juillet    | 2e étape du Tour d'Italie féminin                            | Italie             | 2.1  | Ina-Yoko Teutenberg |
| 7 juillet    | 3e étape du Tour d'Italie féminin                            | Italie             | 2.1  | Ina-Yoko Teutenberg |
| 13 juillet   | 8e étape du Tour d'Italie féminin                            | Italie             | 2.1  | Ina-Yoko Teutenberg |
| 10 juillet   | 1re étape Tour de Feminin - Krásná Lípa                      | République tchèque | 2.2  | Mara Abbott         |
| 27 juillet   | Tour de Thuringe                                             | Allemagne          | 2.1  | Judith Arndt        |
| 10 août      | Prologue de la Route de France féminine                      | France             | 2.1  | Ina-Yoko Teutenberg |
| 11 août      | 1re étape de la Route de France féminine                     | France             | 2.1  | Ina-Yoko Teutenberg |
| 13 août      | 3e étape de la Route de France féminine                      | France             | 2.1  | Luise Keller        |
| 15 août      | 5e étape de la Route de France féminine                      | France             | 2.1  | Ina-Yoko Teutenberg |
| 16 août      | 6e étape de la Route de France féminine                      | France             | 2.1  | Luise Keller        |
| 17 août      | Route de France féminine                                     | France             | 2.1  | Luise Keller        |
| 2 septembre  | 1re étape du Holland Ladies Tour                             | Pays-Bas           | 2.2  | Ina-Yoko Teutenberg |
| 4 septembre  | 3e étape du Holland Ladies Tour                              | Pays-Bas           | 2.2  | Anke Wichmann       |
| 5 septembre  | 4e étape du Holland Ladies Tour                              | Pays-Bas           | 2.2  | Ina-Yoko Teutenberg |
| 7 septembre  | 6e étape du Holland Ladies Tour                              | Pays-Bas           | 2.2  | Ina-Yoko Teutenberg |
| 14 septembre | Tour de Nuremberg                                            | Allemagne          | CDM  | Judith Arndt        |
| 16 septembre | 1re étape du Tour de Toscane féminin-Mémorial Michela Fanini | Italie             | 2.1  | Columbia Women      |
| 17 septembre | 2eb étape du Tour de Toscane féminin-Mémorial Michela Fanini | Italie             | 2.1  | Ina-Yoko Teutenberg |
| 18 septembre | 3e étape du Tour de Toscane féminin-Mémorial Michela Fanini  | Italie             | 2.1  | Mara Abbott         |
| 19 septembre | 4e étape du Tour de Toscane féminin-Mémorial Michela Fanini  | Italie             | 2.1  | Ina-Yoko Teutenberg |
| 20 septembre | 5e étape du Tour de Toscane féminin-Mémorial Michela Fanini  | Italie             | 2.1  | Judith Arndt        |
| 21 septembre | Tour de Toscane féminin-Mémorial Michela Fanini              | Italie             | 2.1  | Judith Arndt        |

### Résultats sur les courses majeures

#### Coupe du monde
| #                 | Date | Course                                       | Meilleure classée   | Classement |
| ----------------- | ---- | -------------------------------------------- | ------------------- | ---------- |
| 24 février 2008   | 1    | Geelong World Cup                            | Ina-Yoko Teutenberg | 3e         |
| 24 mars 2008      | 2    | Trofeo Alfredo Binda-Comune di Cittiglio     | Oenone Wood         | 5e         |
| 6 avril 2008      | 3    | Tour des Flandres                            | Judith Arndt        | Vainqueur  |
| 12 avril 2008     | 4    | Tour de Drenthe                              | Chantal Beltman     | Vainqueur  |
| 23 avril 2008     | 5    | Flèche wallonne                              | Judith Arndt        | 3e         |
| 4 mai 2008        | 6    | Tour de Berne                                | Judith Arndt        | 2e         |
| 31 mai 2008       | 7    | Coupe du monde cycliste féminine de Montréal | Judith Arndt        | Vainqueur  |
| 30 juillet 2008   | 8    | Open de Suède Vårgårda                       | Kim Anderson        | 2e         |
| 1er août 2008     | 9    | Open de Suède Vårgårda TTT                   | Team Columbia Women | 2e         |
| 24 août 2008      | 10   | Grand Prix de Plouay                         | Luise Keller        | 2e         |
| 14 septembre 2008 | 11   | Tour de Nuremberg                            | Judith Arndt        | Vainqueur  |

Judith Arndt remporte le classement final avec 365 points, Chantal Beltman termine sixième avec 114 points et Ina-Yoko Teutenberg dixième avec 100 points. L'équipe remporte également le classement final avec 852 points contre 498 pour la seconde, l'équipe Nürnberger Versicherung.

#### Grands tours
| Grand tour           | Tour d'Italie        | Tour de l'Aude       | La Grande Boucle | Route de France                             |
| -------------------- | -------------------- | -------------------- | ---------------- | ------------------------------------------- |
| Coureur (classement) | Judith Arndt (10e)   | Judith Arndt (2e)    | -                | Luise Keller (1re)                          |
| Accessits            | 4 victoires d'étapes | 3 victoires d'étapes | -                | 4 victoire d'étapes et victoire au prologue |

### Classement UCI
| Rang | Coureuse            | Points  |
| ---- | ------------------- | ------- |
| 2    | Judith Arndt        | 1206.66 |
| 3    | Ina-Yoko Teutenberg | 616.16  |
| 17   | Luise Keller        | 357.16  |
| 20   | Chantal Beltman     | 291     |
| 23   | Oenone Wood         | 246     |
| 26   | Linda Villumsen     | 242.16  |
| 46   | Kim Anderson        | 136     |
| 47   | Mara Abbott         | 130     |
| 98   | Emilia Fahlin       | 54      |
| 124  | Anke Wichmann       | 38      |
| 126  | Alex Rhodes         | 36.16   |
| 134  | Katherine Bates     | 32      |

L'équipe est première au classement UCI. Judith Arndt se fait battre de seulement vingt points par Marianne Vos pour la première place mondiale. À l'exception de Madeleine Sandig toutes les coureuses sont classées.